# Rodolfo Fischer
Rodolfo José Fischer Eichler (Oberá, Misiones, Argentina, 16 de julio de 1944-16 de octubre de 2020) fue un jugador de fútbol argentino que jugaba de centro delantero. Por su tenacidad, calidad técnica y efectividad en el arco, fue apodado El Lobo. 

## Inicios
Rodolfo Fischer nació el 16 de julio de 1944 en Obera, Provincia de Misiones. Se unió en 1963 siendo muy joven al club CA San Lorenzo de Almagro con sede en Buenos Aires, Argentina. Desde 1965 jugó con el primer equipo del club y en 1968 bajo el entrenador brasileño Elba de Padua Lima, Tim obtuvieron invictos el Campeonato Metropolitano, siendo el primer equipo en coronarse campeón de manera invicta, en la historia profesional del futbol en Argentina. En 1969 fue el máximo goleador en el campeonato Nacional. En 1972, ganó tanto el Campeonato Metropolitano y el Campeonato Nacional con San Lorenzo. Uno de sus momentos estelares fueron sus tres goles con que contribuyo a la goleada de 4-0 contra el River Plate en abril de 1972.
De 1967 jugó 35 encuentros para la Selección Nacional de Argentina en donde anotó 12 goles. Su último encuentro para Argentina fue en julio de 1972 en el estadio Maracaná en Río de Janeiro, Brasil en la Taça Independência, la Copa de la Independencia Brasileña, en donde Argentina finalizó en cuarto lugar. En este torneo fue junto con el portugués Joaquim Dinis fue el número 2 en la lista de anotadores.
Después de este torneo, se quedó en Río de Janeiro y jugó 4 años para el Botafogo FR. quién pagó un millón de cruzeiros por su contrato. Fue miembro importante del equipo donde estaba uno de los jugadores ganadores de la Copa del Mundo en 1970, Jairzinho y también el entrenador Mario Lobo Zagallo campeón de 1970, trabajaron para el Botafogo por algún tiempo en ese período. En 1976 Rodolfo Fischer se mudó al noroeste brasileño, donde se unió al equipo EC Vitória en Salvador da Bahia, jugando bajo el entrenador Tim una vez más.
Desde 1977 a 1978 regresó a la Argentina y jugó otra vez con San Lorenzo, anotando en total 141 goles en 271 partidos de liga, siendo el cuarto mejor anotador en la historia del equipo.
En 1979 firmó para jugar con el CD Once Caldas con sede en Manizales, Colombia en donde anotó 11 goles en 40 partidos de Liga. En los años 1980 y 1981 terminó su carrera cuando regresó a Argentina con el club Sarmiento de Junín en la Provincia de Buenos Aires y con el Deportivo Belgrano en la Provincia de Córdoba, ambos equipos en ese tiempo en ligas de ascenso.

## Muerte
Rodolfo Fischer vivió posterior a su retiro profesional en Monte Grande, zona sur del Gran Buenos Aires. Falleció el 16 de octubre de 2020 a la edad de 76 años.

## Carrera deportiva
Jugó profesionalmente en diversos equipos de la Primera División de Argentinaː San Lorenzo de Almagro (1965-72 y 1977-78), Sarmiento de Junín (1980) y Sportivo Belgrano de San Francisco (1981). 
También desarrolló su carrera futbolística en Brasil, donde jugó en los equipos deː Botafogo (1972-1976) y Vitoria de Bahía (1976); y en Colombia, jugando en el Once Caldas (1979). 
Integró la Selección de fútbol de Argentina. 

## Enlaces externos

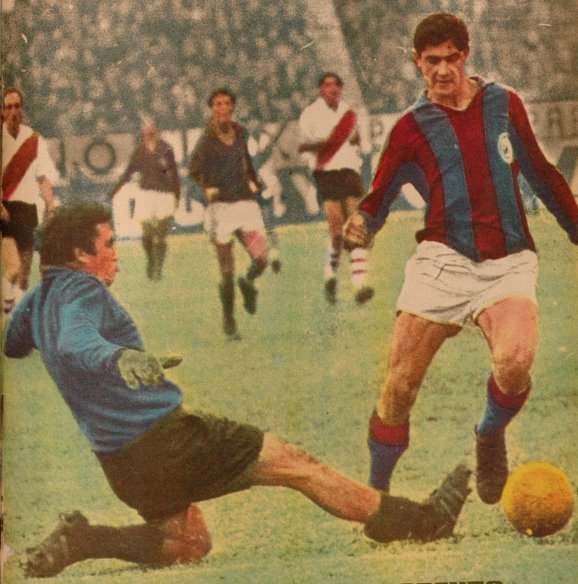
Rodolfo Fischer frente a Hugo Gatti durante el partido River 1 - San Lorenzo 2 del 18 de junio de 1.967

### Triunfos
Con San Lorenzo de Almagro obtuvo los Torneos Metropolitanos de 1968 y 1972, el Campeonato Nacional de 1972 y con el equipo de Sarmiento de Junín consiguió el campeonato de Primera B de 1980. Fue el máximo goleador del fútbol argentino en el Campeonato Nacional de 1969, junto con Carlos Bulla (catorce goles). Hasta el momento de su muerte, fue el tercer goleador histórico de San Lorenzo con 141 conquistas, ocupando el lugar 32.º entre los máximos artilleros del fútbol argentino.

## Palmarés

### Campeonatos nacionales
| Título           | Club                   | País      | Año    |
| ---------------- | ---------------------- | --------- | ------ |
| Primera División | San Lorenzo de Almagro | Argentina | M-1968 |
| Primera División | San Lorenzo de Almagro | Argentina | M-1972 |
| Primera División | San Lorenzo de Almagro | Argentina | N-1972 |
| Primera B        | Sarmiento de Junín     | Argentina | 1980   |

### Distinciones individuales
| Distinción                              | Año    |
| --------------------------------------- | ------ |
| Goleador de Primera División (14 goles) | N-1969 |